# ميشلين روزان
ميشلين روزان (بالفرنسية: Micheline Rozan)‏‏ (11 سبتمبر 1928 - 7 سبتمبر 2018) هي منتجة أفلام فرنسية، وقد شاركت في تأسيس المركز الدولي لأبحاث المسرح مع المُخرج البريطاني بيتر بروك.

## روابط خارجية
- ميشلين روزان على موقع IMDb (الإنجليزية)